# Renault Reinastella
La Reinastella è un'autovettura di gran lusso prodotta tra il 1929 e il 1934 dalla Casa automobilistica francese Renault.

## Storia e caratteristiche

### Nascita del modello
A metà degli anni venti del secolo scorso, il modello di punta della Renault, la 40CV, continuava a essere considerata una delle vetture più lussuose e raffinate della sua epoca. Tuttavia, la 40CV era chiaramente oramai obsoleta dal punto di vista tecnico, essendo frutto di un progetto risalente ancora a 15 anni prima. Il suo motore a 6 cilindri, pur conservando le sue caratteristiche di funzionamento dolce e privo di scossoni, era comunque assediato da nuovi motori di Case concorrenti, motori che potevano rivaleggiare tranquillamente con il propulsore Renault. In una parola, la 40CV ebbe raggiunto la sua massima evoluzione: più in là di così non si poteva andare. Occorreva rimpiazzarla con un nuovo e più moderno modello. Quando la 40CV debuttò nel 1911, erano pochi i modelli con motore a 6 cilindri, ma nel primo dopoguerra si moltiplicarono notevolmente e nel 1926 divennero numerosi. Louis Renault decise che se il nuovo modello voleva mantenere una supremazia d'immagine oltre che di contenuti, avrebbe dovuto montare un nuovo motore, questa volta a 8 cilindri. La scelta di tale frazionamento, oltre che per motivi di prestigio, va ricercato anche nel fatto che poteva garantire un funzionamento ancor più morbido di quello del motore della 40CV, già notevole all'epoca.
Durante la progettazione del motore, Louis Renault provò dapprima a realizzare un 8 cilindri in linea con monoblocco in un sol pezzo, ma alla fine optò per una configurazione un po' più insolita: un quattro cilindri in linea centrale, con due bicilindrici sistemati rispettivamente avanti e dietro al primo blocco. Il nuovo motore manifestò fin dall'inizio delle nuove esigenze di raffreddamento, per cui venne presa una decisione storica. Il radiatore, da sempre sistemato dietro il propulsore, e più precisamente alla base del parabrezza, venne spostato anteriormente, in maniera tale da convogliare un maggior flusso d'aria ai condotti dell'acqua.

### Debutto
La vettura definitiva venne omologata il 13 settembre 1928, per essere presentata al Salone di Parigi il 4 ottobre seguente. In realtà, non venne ancora usato il nome Reinastella, ma quello di Renahuit, nato dalla fusione di Rena (da Renault) e huit (otto in francese, riferendosi chiaramente all'architettura del motore). Poco tempo dopo, la denominazione cambiò in Reinahuit, per poi divenire finalmente Reinastella.
La nuova vettura di punta della Casa della Losanga non mancò di farsi notare, non solo per le sue dimensioni assai imponenti (circa 5,3 metri di lunghezza), ma anche per il suo nuovo frontale dotato di griglia del radiatore a vista, una soluzione che non ha tuttavia impedito a Louis Renault di mantenere un certo family-feeling con il resto della gamma (ancora con radiatore dietro il propulsore) proponendo comunque un frontale "a spartivento".
La commercializzazione ufficiale della Reinastella ebbe inizio solo all'inizio dell'anno seguente e nel corso dei suoi quattro anni di carriera avrebbe conosciuto alcune evoluzioni. La prima serie della Reinastella era nota con la sigla RM o Type RM, e si trattava del primo modello della serie Stella, cioè di quella serie di modelli caratterizzati da finiture ed equipaggiamenti di gran lusso. Dal punto di vista della commercializzazione, una delle caratteristiche della Reinastella fu il fatto che Louis Renault volle cominciare a costruire in proprio le carrozzerie della vettura, e fu per questo che fin dall'origine la Reinastella fu prodotta dalla Casa francese come limousine a sette posti e come berlina a cinque posti. Il patron della Casa della Losanga non mancò comunque di fornire anche telai nudi che l'acquirente avrebbe poi fatto "vestire" secondo i suoi gusti ed esigenze. Nacquero quindi anche esemplari di Reinastella con carrozzerie cabriolet a due o a quattro posti, torpedo, coupé e coupé de ville.

#### Tecnica e motore
La Reinastella si basava su un pianale in parte derivato da quello delle ultime 40CV, le NM, delle quali conservava principalmente le soluzioni previste per la meccanica telaistica, vale a dire l'avantreno a balestre longitudinali e il retrotreno a balestre cantilever più una balestra trasversale. Presenti anche quattro ammortizzatori idraulici a doppio effetto. L'impianto frenante era a quattro tamburi con servocomando. Una delle differenze più significative nel telaio della Reinastella rispetto alla sua antesignana stava nell'allargamento delle carreggiate, in maniera tale da migliorare la stabilità su strada, ma anche l'abitabilità interna. In questo modo, la Reinastella si impose come uno dei modelli dalle carreggiate più ampie nel suo segmento di mercato. Lo sterzo era a vite senza fine.
Il suo motore a 8 cilindri in linea, il primo 8 cilindri di produzione Renault, era caratterizzato da una cilindrata di 7125 cm³ e arrivava a erogare una potenza massima di 110-115 CV, un valore un po' al di sotto della media di quei tempi, ma che privilegiava la coppia motrice e l'elasticità di marcia. Inoltre, si voleva che il motore conservasse la sua leggendaria e proverbiale affidabilità. La potenza era comunque sufficiente per spingere la vettura a 125 km/h di velocità massima. Per quanto riguardava l'albero a gomiti, esso poggiava su nove supporti di banco.

### Evoluzione

#### Le prime Reinastella
La Reinastella cominciò quindi la sua carriera dalla linee di Billancourt, al prezzo di 180 000 franchi per le versioni carrozzate berlina e limousine dalla Casa, oppure a 130 000 franchi per il telaio nudo.

Nel primo anno di commercializzazione non si ebbero praticamente aggiornamenti di alcun genere, e così anche per quasi tutto il 1930. Le prime modifiche si ebbero solo a partire dal Salone di Parigi dell'ottobre 1930, quando il frontale della RM vide l'arrivo di una nuova griglia del radiatore con listelli verticali anziché orizzontali. Contemporaneamente, però, anche la gamma vide una temporanea estensione con l'arrivo del modello RM1, destinato in seguito a sostituire la RM, ma che per i primi mesi di commercializzazione l'avrebbe semplicemente affiancata. La RM1 era caratterizzata da due novità: il cambio a 4 marce e il motore a monoblocco in un sol pezzo. Si trattava di una versione dalle caratteristiche leggermente più sportiveggianti rispetto alla RM, tant'è vero che venne proposta dalla Casa francese anche in una inedita carrozzeria berlina a due porte. La RM1 era anche più leggera, poiché pesava circa 100 kg in meno rispetto alla RM. Alla fine del 1930, la RM venne tolta di produzione, lasciando in listino solo la RM1.

La carriera della RM1 durò fino alla fine di agosto del 1931: a partire da settembre, infatti, la gamma Reinastella si sdoppiò con l'arrivo di due nuovi modelli, entrambi presentati al Salone di Parigi. Da una parte la RM2, vera erede della prima RM, motoristicamente identica a quest'ultima edugualmente equipaggiata con un cambio a 3 marce; dall'altra, vi fu l'arrivo della RM3, che invece andò a raccogliere il testimone della RM1, e si differenziava dalla RM2 per il cambio a 4 marce. A tale proposito, va detto che all'atto della presentazione dei nuovi modelli alla stampa, Louis Renault non fece cenno a una possibile parentela tra il vecchio cambio a 4 marce della RM1 e quello nuovo montato sulla RM3, per cui le fonti sembrano concordi nell'affermare che si trattava di un cambio del tutto nuovo. Come la RM1 voleva essere una versione leggermente più grintosa della RM, così anche la RM3 si proponeva come declinazione sportiveggiante della RM2, e anche la RM3 propose quindi un telaio alleggerito, mentre la velocità massima superò i 130 km/h. Le novità viste a Parigi nel 1931, però, non riguardarono solo la gamma dei modelli, ma vi furono anche alcuni ritocchi estetici, specie nella calandra, meno spiovente e più grande. In questo modo, le Reinastella prodotte a partire dal settembre 1931 si avvicinarono stilisticamente alle grosse Chrysler dell'epoca, dando luogo a discussioni sul fatto che la Renault si sia ispirata in maniera più o meno pesante alle vetture d'oltreoceano. Ma dagli archivi delle due Case non risulta a ogni modo nessun documento che si riferisca a cause legali intentate dalla Chrysler nei confronti della Renault.

#### La Reinasport
Vale la pena sottolineare come la Reinastella divenne fin dal suo debutto una vettura assai apprezzata per il fatto di essere saper compendiare il meglio che si potesse desiderare all'epoca da un'auto di gran lusso, senza eccessi ma nella giusta misura. Per questo divenne l'auto dei massimi esponenti politici dell'epoca, ma anche più ricchi capitani di industria. Ma l'alone di mito che per questi motivi la Reinastella era riuscita a costruirsi intorno a sé non apparve sufficiente agli occhi di Louis Renault: egli, infatti, avrebbe desiderato un esito commerciale più incisivo per la sua vettura di gran lusso. In realtà, una fetta non indifferente della potenziale clientela era stata tagliata fuori dalla grave crisi finanziaria del 1929, che ha avuto pesanti ripercussioni anche nei primi anni del decennio seguente. Per questo, nell'estate del 1932, la gamma Reinastella venne tolta di produzione: l'ultima RM2 venne prodotta l'8 giugno, mentre l'ultima RM3 uscì dalle linee di montaggio il 28 luglio. A prendere il posto di questi due modelli sulle linee di montaggio di Billancourt ne venne introdotto uno solo, la Reinasport (sigla di progetto RM5), realizzata a partire dal telaio della meno costosa Nervastella con passo di 3,347 m oppure di 3,587 m (contro i 3,714 m di passo del telaio Reinastella), sul quale venne montato il motore da 7.1 litri della Reinastella, ma riveduto e corretto in maniera tale da raggiungere una potenza massima di 130 CV e spingere la vettura a una velocità massima di 140 km/h. Il comparto trasmissione vide invece un nuovo ritorno del cambio a 3 marce, mentre la frizione, che di serie era bidisco a secco, poteva essere richiesta con sovrapprezzo nella versione automatica. Vi furono inoltre anche dei consistenti aggiornamenti al retrotreno.

Non pochi esemplari delle precedenti Reinastella rimasero invenduti nei magazzini della Casa francese: come già detto, la crisi economica colpì durante anche chi avrebbe potuto permettersi uno di quei modelli. Pertanto, la Reinastella, pur non essendo più in produzione, continuò a figurare in listino, sebbene a prezzi più bassi, e per questo motivo appare più sensato dire che la Reinasport affiancò la Reinastella anziché sostituirla. Ma sembra ci sia stato all'epoca anche un altro motivo per il quale la Reinastella venne tolta di produzione, un motivo più tecnico. Infatti, dal 1933, Louis Renault decise di adottare la guida a sinistra su tutta la gamma dei suoi modelli, pertanto la Reinastella, che montava ancora lo sterzo a destra, appariva poco conveniente da riadattare: meglio prendere il telaio della Nervastella, già con guida a sinistra, e montarvi il grosso motore del modello di punta. Nel periodo in cui la Reinasport affiancò la Reinastella, quest'ultima venne venduta a prezzi compresi tra i 90 000 franchi richiesti per un telaio nudo e i 98 000 richiesti invece per una limousine 7 posti. La Reinasport, invece, basandosi su un telaio decisamente più economico, venne venduta a prezzi compresi tra i 53 000 (telaio nudo) e i 75 000 franchi (berlina a due porte o coach). L'avventura delle prime Reinasport si concluse nel settembre 1933, e fino alla fine di quell'anno non vi furono altre novità, probabilmente per smaltire ulteriori giacenze di magazzino.

Fu invece nel gennaio del 1934 che vi fu l'ultima evoluzione della Reinasport, introdotta con la sigla di progetto ZS1: tale nuovo modello si basava anch'esso sul telaio della Nervastella, e con simili misure di passo (vennero allungate entrambe di soli 5 mm), e conservava pure il generoso motore da 7.1 litri. Presentata già nel settembre dell'anno precedente, l'ultima Reinasport parve inizialmente destinata a portare la sigla di progetto RM6, ragion per cui alcune fonti utilizzano quest'ultimo codice per indicare tale modello. L'arrivo della ZS1 vide anche una prima apparizione del concetto di carrozzeria aerodinamica applicato a una Renault della serie Reina. La produzione di questo modello non si protrasse che per pochi mesi, fino al mese di maggio, quando venne tolta di produzione, sancendo la fine della serie Reina.

### Produzione
In totale vennero prodotti 404 esemplari tra Reinastella e Reinasport, così distribuiti:
- RM (settembre 1928 - dicembre 1930): 219 esemplari;
- RM1 (settembre 1930 - agosto 1931): 15 esemplari;
- RM2 (settembre 1931 - giugno 1932): 50 esemplari;
- RM3 (settembre 1931 - luglio 1932): 40 esemplari;
- RM5 (settembre 1932 - settembre 1933): 60 esemplari;
- ZS1 (gennaio 1934 - maggio 1934): 20 esemplari.

Nel conteggio viene solitamente compreso anche il primissimo prototipo del 1928 con motore monoblocco, per cui il totale raggiunge i 405 esemplari.

### La Reinastella del 1992
Il nome Reinastella venne riutilizzato dalla Casa francese nel 1992, ma non per una vettura di lusso da produrre in piccola serie, quanto per un prototipo ultrafuturistico di auto volante utilizzato come attrazione all'Eurodisney di Parigi, di cui la Renault era sponsor ufficiale proprio a partire dal 1992 e fino al 2002.